# Ronde van Frankrijk 1950
| Route van de Ronde van Frankrijk 1950. |                     |              |
| Eindklassement                         |                     |              |
| Algemeen klassement                    | Ferdi Kübler        | 145h 36' 56" |
| Tweede                                 | Stan Ockers         | + 9' 50"     |
| Derde                                  | Louison Bobet       | + 22' 19"    |
| Vierde                                 | Raphaël Geminiani   | + 31' 14"    |
| Vijfde                                 | Jean Kirchen        | + 34' 21"    |
| Zesde                                  | Kléber Piot         | + 41' 35"    |
| Zevende                                | Pierre Cogan        | + 52' 22"    |
| Achtste                                | Raymond Impanis     | + 53' 34"    |
| Negende                                | Georges Meunier     | + 54' 29"    |
| Tiende                                 | Jean Goldschmit     | + 55' 21"    |
| Rode Lantaarn                          | Fritz Zbinden (51e) | +4h 06' 47"  |
| Bergklassement                         | Louison Bobet       | 58 punten    |
| Tweede                                 | Stan Ockers         | 44 punten    |
| Derde                                  | Jean Robic          | 41 punten    |
| Ploegenklassement                      | België A            | 438h 54' 21" |
| Tweede                                 | Frankrijk           | -            |
| Derde                                  | Luxemburg           | -            |

De 37e editie van de Ronde van Frankrijk ging van start op 13 juli 1950 in Parijs en eindigde daar op 7 augustus ook. Er stonden 116 renners verdeeld over 14 ploegen aan de start.
De winnaar van het voorgaande jaar, Fausto Coppi, was niet aanwezig na een ernstige blessure in de Giro, en de kopman van de Italiaanse ploeg was derhalve opnieuw Gino Bartali. Hij gold weliswaar als favoriet, maar hij was inmiddels 36, dus niet meer zo sterk als voorgaande jaren. De Fransen hadden met Jean Robic en Louison Bobet ook twee ijzers in het vuur.
In de elfde etappe, over de Aspin, kwam Bartali, gehinderd door het vele publiek, ten val, waardoor ook Robic viel. Het Franse publiek schold op Bartali, bedreigde hem en viel hem zelfs aan. Hoewel Bartali de rit nog uitreed, en zelfs de kopgroep nog wist bij te halen en de etappe te winnen, stapte Bartali na deze etappe uit de wedstrijd, en op zijn aandringen deden de overige renners van de beide Italiaanse ploegen hetzelfde - dit ondanks het feit dat de Italiaan Fiorenzo Magni in dezelfde etappe de leiding in het algemeen klassement had gepakt. De Zwitser Ferdi Kübler mocht als gevolg daarvan in de 12e etappe in het geel vertrekken maar weigerde dat.
In de Alpen moest Kübler zich verdedigen tegen aanvallen van de twee Franse favorieten, hoewel in tijd alleen de Belg Stan Ockers dichtbij hem stond. In de eerste Alpenetappe gebeurde er weinig, maar in de tweede etappe ging Bobet hard in de aanval. Hij reed lang vooruit, en had aan de finish 3 minuten teruggepakt. Dit was echter bij lange na niet voldoende om het verschil met Kübler te overbruggen. De volgende dag reed Bobet opnieuw vooruit. Kübler, Ockers en Raymond Impanis haalden hem echter weer bij, waarmee Küblers overwinning verzekerd werd. Bobet restte slechts het bergklassement.
De dertiende etappe werd in grote hitte gereden. De Algerijn Abdel-Kader Zaaf, die samen met zijn landgenoot Marcel Molinès ver voor het peloton uitreed, dronk dankbaar de aangeboden wijn op, en ging vervolgens zijn roes uitslapen onder een boom. Toen hij twee uur later gewekt werd, stapte hij weer op de fiets, maar ging daarbij de verkeerde kant op.
- Aantal ritten: 22
- Totale afstand: 4773 km
- Gemiddelde snelheid: 32.778 km/h
- Aantal deelnemers: 116
- Aantal uitgevallen: 65

## Belgische en Nederlandse prestaties
In totaal namen er 16 Belgen en 6 Nederlanders deel aan de Tour van 1950.

### Belgische etappezeges
- Stan Ockers won de 4e etappe van Rijsel naar Rouen
- Maurice Blomme won de 12e etappe van Saint Gaudens naar Perpignan

### Nederlandse etappezeges
- In 1950 was er geen Nederlandse etappe-overwinning

## Etappes
- 1e Etappe Parijs - Metz: Jean Goldschmit (Lux)
- 2e Etappe Metz - Luik: Adolfo Leoni (Ita)
- 3e Etappe Luik - Rijsel: Alfredo Pasotti (Ita)
- 4e Etappe Rijsel - Rouen: Stan Ockers (Bel)
- 5e Etappe Rouen - Dinard: Giovanni Corrieri (Ita)
- 6e Etappe Dinard - Saint-Brieuc: Ferdi Kübler (Zwi)
- 7e Etappe Saint-Brieuc - Angers: Nello Lauredi (Fra)
- 8e Etappe Angers - Niort: Fiorenzo Magni (Ita)
- 9e Etappe Niort - Bordeaux: Alfredo Pasotti (Ita)
- 10e Etappe Bordeaux - Pau: Marcel Dussault (Fra)
- 11e Etappe Pau - Saint-Gaudens: Gino Bartali (Ita)
- 12e Etappe Saint-Gaudens - Perpignan: Maurice Blomme (Bel)
- 13e Etappe Perpignan - Nîmes: Marcel Molines (Alg)
- 14e Etappe Nîmes - Toulon: Custodio Dos Reis (Fra)
- 15e Etappe Toulon - Menton: Jean Diederich (Lux)
- 16e Etappe Menton - Nice: Ferdi Kübler (Zwi)
- 17e Etappe Nice - Gap: Raphaël Geminiani (Fra)
- 18e Etappe Gap - Briançon: Louison Bobet (Fra)
- 19e Etappe Briançon - Saint-Étienne: Raphaël Geminiani (Fra)
- 20e Etappe Saint-Étienne - Lyon: Ferdi Kübler (Zwi)
- 21e Etappe Lyon - Dijon: Gino Sciardis (Ita)
- 22e Etappe Dijon - Parijs: Emile Baffert (Fra)

 winnaars gele trui · 
 puntenklassement · 
 bergklassement · 
 jongerenklassement · 
 tussensprintklassement · 
 combinatieklassement · 
 ploegenklassement · 
 strijdlust · 
rode lantaarn
records · meeste deelnames · ranglijst etappewinnaars · bekende beklimmingen · valpartijen · dopinggevallen · Grand Départ · Souvenir Henri Desgrange
1903 · 
1904 · 
1905 · 
1906 · 
1907 · 
1908 · 
1909 · 
1910 · 
1911 · 
1912 · 
1913 · 
1914 ·
1915 ·
1916 ·
1917 ·
1918 · 
1919 · 
1920 · 
1921 · 
1922 · 
1923 · 
1924 · 
1925 · 
1926 · 
1927 · 
1928 · 
1929 · 
1930 · 
1931 · 
1932 · 
1933 · 
1934 · 
1935 · 
1936 · 
1937 · 
1938 · 
1939 · 
1940 ·
1941 ·
1942 ·
1943 ·
1944 ·
1945 ·
1946 ·
1947 · 
1948 · 
1949 · 
1950 · 
1951 · 
1952 · 
1953 · 
1954 · 
1955 · 
1956 · 
1957 · 
1958 · 
1959 · 
1960 · 
1961 · 
1962 · 
1963 · 
1964 · 
1965 · 
1966 · 
1967 · 
1968 · 
1969 · 
1970 · 
1971 · 
1972 · 
1973 · 
1974 · 
1975 · 
1976 · 
1977 · 
1978 · 
1979 · 
1980 · 
1981 · 
1982 · 
1983 · 
1984 · 
1985 · 
1986 · 
1987 · 
1988 · 
1989 · 
1990 · 
1991 · 
1992 · 
1993 · 
1994 · 
1995 · 
1996 · 
1997 · 
1998 · 
1999 · 
2000 · 
2001 · 
2002 · 
2003 · 
2004 · 
2005 · 
2006 · 
2007 · 
2008 · 
2009 · 
2010 · 
2011 · 
2012 · 
2013 · 
2014 · 
2015 · 
2016 · 
2017 · 
2018 · 
2019 ·
2020 · 
2021 · 
2022 · 
2023 · 
2024 · 
2025